# The Grind Date
The Grind Date è il settimo album in studio del gruppo hip hop statunitense De La Soul, pubblicato nel 2004.

## Tracce
1. The Future – 3:49 – A Brighter Tomorrow de Switch
2. Verbal Clap – 3:16
3. Much More (featuring DJ Premier & Yummy Bingham) – 4:05
4. Shopping Bags (She Got from You) – 3:57
5. The Grind Date – 3:22
6. Church (featuring Spike Lee) – 5:32
7. It's Like That (featuring Carl Thomas) – 4:36
8. He Comes (featuring Ghostface Killah) – 3:44
9. Days of Our Lives (featuring Common) – 3:51
10. Come On Down (featuring Flava Flav) – 5:01
11. No (featuring Butta Verses & Yummy Bingham) – 4:34
12. Rock Co.Kane Flow (featuring MF DOOM) – 3:06